# Vacuna contra la COVID-19

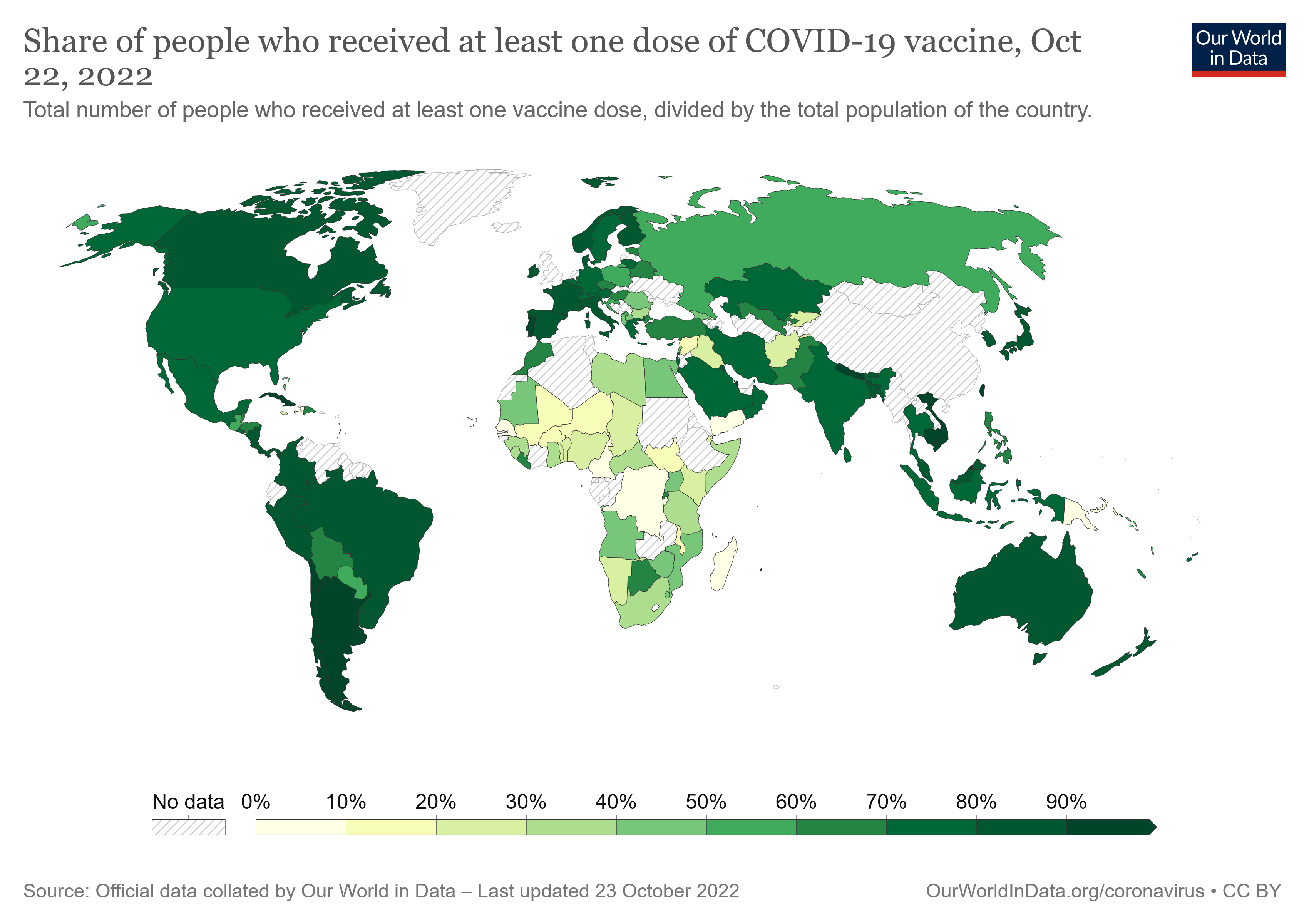
Proporción de personas que recibieron al menos una dosis de las vacunas contra la COVID-19.

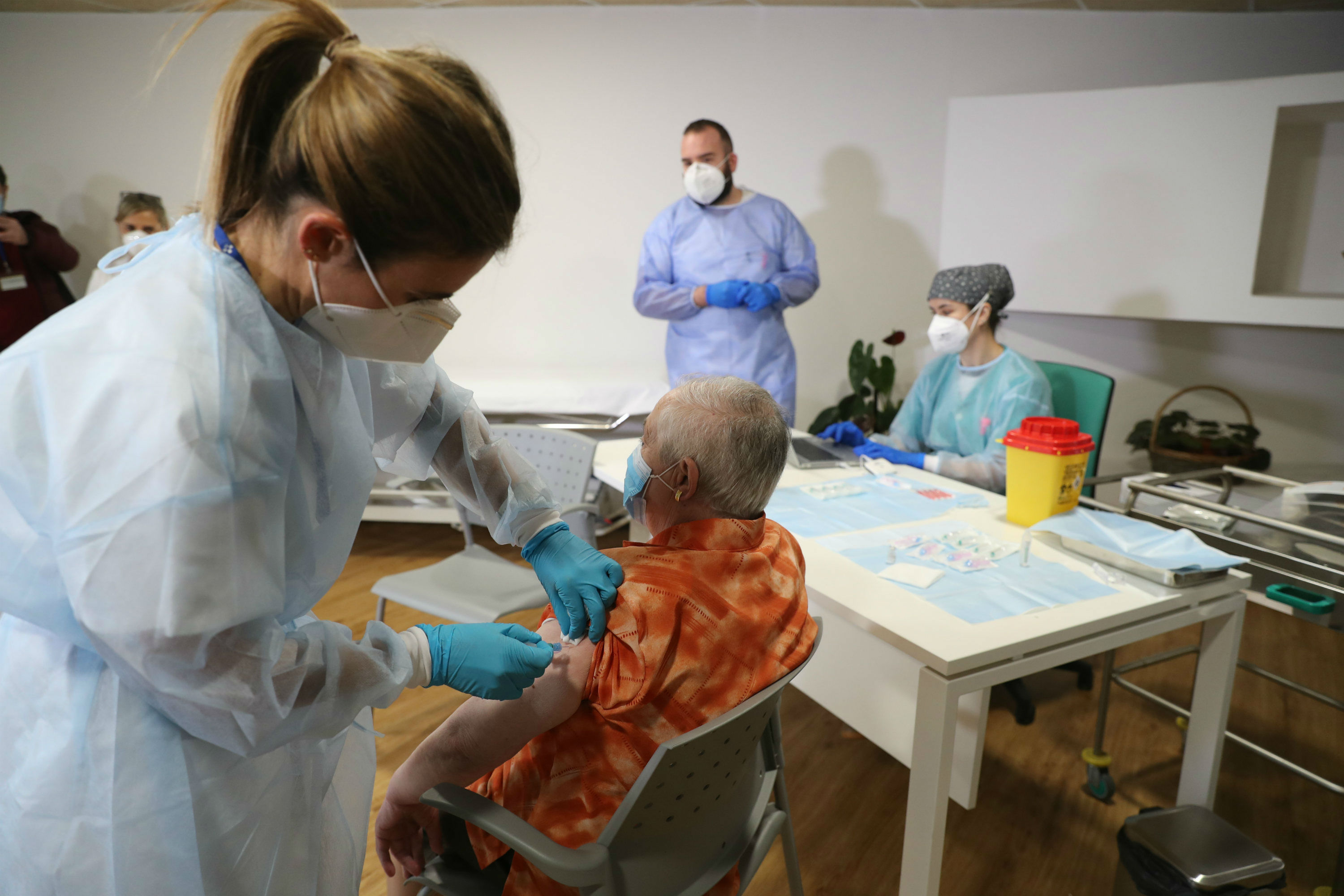
Una adulta mayor recibiendo una vacuna contra la COVID-19 en diciembre de 2020.

Las vacunas contra la COVID-19 comprenden al conjunto de vacunas que tratan de prevenir la enfermedad provocada por el SARS-CoV-2, virus responsable de la pandemia de coronavirus entre diciembre de 2019 y mayo de 2023.  Las vacunas fueron presentadas por los medios como «muy efectivas» para evitar la infección y la propagación de los contagios.  Sin embargo, los estudios médicos muestran que, si bien la vacuna disminuye la probabilidad y severidad de la infección, los vacunados pueden contagiar el virus, incluyendo a otros vacunados. Debido a la alta frecuencia con que muta el virus SARS-CoV-2, la eficacia de las vacunas decrece rápidamente con el tiempo. Para contrarrestar este efecto, los fabricantes propusieron la inyección de dosis de refuerzo regulares y desarrollaron vacunas basadas en variantes más recientes.
En 2020 se lanzó una carrera entre diversas empresas farmacéuticas y centros de investigación para producir vacunas que pusiesen fin a la pandemia. Para febrero de 2021, diez vacunas habían sido autorizadas para uso público por al menos una autoridad reguladora competente. Además, había unas 70 vacunas candidatas en investigación clínica, de las cuales 17 en ensayos de fase I, 23 en ensayos de fase I-II, 6 en ensayos de fase II y 20 en ensayos de fase III. Las vacunas contra la COVID-19, se pueden clasificar según el vector que utilizan para introducir el material del SARS-CoV-2. El vector puede ser una versión inactivada del propio coronavirus, otro virus (generalmente un adenovirus) al que se le ha insertado ARN del SARS-CoV-2, o bien ARN mensajero solo. 
Las vacunas que se encuentran en uso en la actualidad son las: 
- Vacunas de ARN mensajero: el tozinamerán de Pfizer-BioNTech y el elasomerán de Moderna.
- Vacunas de coronavirus inactivado: BBIBP-CorV/Vero Cell de Sinopharm, Covaxin de Bharat Biotech, CoronaVac de Sinovac Biotech y WIBP-CorV de Sinopharm.
- Vacunas de otros vectores virales: Sputnik V del Instituto Gamaleya, Covishield/Vaxzevria de Oxford-AstraZeneca, Convidecia/PakVak de CanSino Biologics y Jcovden de Janssen-J&J.
- Vacunas de subunidades o vacuna de antígenos peptídicos: EpiVacCorona del Instituto Vector, Abdala del Centro de Ingeniería Genética y Biotecnología de Cuba y Soberana 02 del Instituto Finlay de Vacunas.

No es posible comparar directamente estas vacunas entre sí porque las características de los respectivos estudios son distintas, pero, en general, todas las vacunas incluidas en la lista OMS de uso en emergencias son muy eficaces para prevenir los cuadros clínicos graves y la hospitalización por COVID‑19.

Las diferentes vacunas precisan de diferentes temperaturas de conservación. Mientras que las vacunas de adenovirus o coronavirus inactivados se conservan en refrigeradores, las de ARN mensajero requieren congeladores a -20 °C (Moderna) o incluso a -80 °C (Pfizer), lo cual complica su distribución. En 2021, debido a la capacidad de producción inicialmente limitada de los fabricantes de vacunas, los gobiernos de estados compitieron entre sí por acaparar vacunas y tuvieron que implementar planes de distribución por etapas que daban prioridad a la población de riesgo, como los ancianos, y a las personas con alto grado de exposición y transmisión, como los trabajadores sanitarios. El desarrollo de vacunas se convirtió en una prioridad nacional para la administración Trump, que aceleró el desarrollo de vacunas por sus empresas (Operación Warp Speed) mientras lanzaba una campaña encubierta de desinformación contra la vacuna china CoronaVac. Para finales de 2022, la expansión de la capacidad de producción industrial y la caída de la demanda llevaron por el contrario a disputas para deshacerse de lotes de vacunas.
Hasta diciembre de 2020, los países habían comprado por adelantado más de 10 mil millones de dosis de vacunas; de ellas, aproximadamente, la mitad habían sido adquiridas por países de ingresos altos que representaban el 14% de la población mundial. En el consejo del Acuerdo sobre los ADPIC, que regula la propiedad intelectual y patentes dentro de la OMC, la India y Sudáfrica presentaron, en octubre de 2020, una propuesta para la suspensión temporal — mientras dure la pandemia — de los medicamentos, vacunas e instrumentación médica de uso en el tratamiento contra la COVID-19. A esta propuesta se opusieron principalmente los países ricos, entre ellos Estados miembros de la Unión Europea, los Estados Unidos, el Reino Unido y Brasil. En mayo de 2021, la propuesta alcanzó el apoyo de más de cien países, y el 5 de mayo los Estados Unidos dieron la sorpresa al anunciar que apoyaban la propuesta de suspensión de patentes, si bien solo en relación con la vacunas.
Para el 6 de enero de 2022, se habían administrado 9 370 millones de dosis de las vacunas contra la COVID-19, distribuidas entre el 59% de la población mundial. Los gobiernos de varios países decretaron la obligación de vacunar a toda o parte de la población, o impusieron restricciones y discriminaciones a las personas no vacunadas, lo cual generó movimientos de protesta. La vacuna de Pfizer-BioNTech batió el récord de ventas de un medicamento, con casi 70.000 millones de euros ingresados entre 2021 y 2022, mientras que Moderna vendió vacunas por valor de más de 34.000 millones en el mismo periodo.
A fecha de marzo de 2023, la Organización Mundial de la Salud aconseja priorizar la administración de dosis de refuerzo a las personas de riesgo, principalmente personas ancianas, inmunodeprimidas o con comorbilidades graves. Por el contrario, para los menores de 17 años sanos la OMS insta a los estados a que reconsideren la necesidad de vacunarlos dado el escaso beneficio sanitario que les aporta la vacuna.

## Desarrollo
El desarrollo de las vacunas contra el COVID-19 fue el proceso por el cual varias empresas farmacéuticas y estados colaboraron y compitieron para llevar al mercado medicamentos que previniesen  
la enfermedad causada por el virus SARS-CoV-2. 

## Proyectos previos de vacuna contra el coronavirus
Se han producido vacunas contra varias enfermedades causadas por coronavirus para uso animal, incluido los coronavirus aviar, canino y felino.
Los proyectos anteriores para desarrollar vacunas para los virus de la familia Coronaviridae que afectan a los humanos se han dirigido al síndrome respiratorio agudo grave (SARS) y al síndrome respiratorio de Oriente Medio (MERS). Las vacunas contra el SARS y el MERS se han probado en modelos animales no humanos. En 2020, no existe todavía una cura o vacuna protectora para el SARS que haya demostrado ser segura y efectiva en humanos. Según los documentos de investigación publicados en 2005 y 2006, la identificación y el desarrollo de nuevas vacunas y medicamentos para tratar el SARS era una prioridad para los gobiernos y las agencias de salud pública de todo el mundo.
Hasta 2016, tampoco había una vacuna probada contra el MERS. Cuando el MERS se hizo frecuente, se creía que la investigación existente sobre el SARS podría proporcionar una plantilla útil para desarrollar vacunas y terapias contra una infección por MERS-CoV. A partir de marzo de 2020, había una vacuna contra el MERS (basada en ADN) que completó los ensayos clínicos de fase I en humanos, y otras tres en progreso, todas las cuales son vacunas con vectores virales, dos adenovirales, vectorizado (ChAdOx1-MERS, BVRS-GamVac) y un vector MVA (MVA-MERS-S).

## Proyectos en 2020
La COVID-19 se identificó en diciembre de 2019 en Wuhan, la capital de la provincia de Hubei, en la República Popular China. Un brote importante se extendió por todo el planeta en 2020, lo que llevó a una considerable inversión e investigación para el desarrollo de una vacuna  que es un proceso largo.
Muchas organizaciones están utilizando genomas publicados para desarrollar posibles vacunas contra el SARS-CoV-2.

En los Estados Unidos, la Administración de Alimentos y Medicamentos anunció su intención de «utilizar toda la flexibilidad reguladora que le otorgó el Congreso para garantizar el desarrollo más eficiente y oportuno de vacunas para combatir dicho virus».
Unas 79 empresas e instituciones académicas participan en el desarrollo de vacunas, y tres de ellas reciben el apoyo de la CEPI, incluidos proyectos de las empresas de biotecnología moderna, e Inovio Pharmaceuticals, y la Universidad de Queensland. Quinientos estudios clínicos en todo el mundo, en todas las etapas de desarrollo de vacunas y candidatos terapéuticos para la COVID-19, están registrados en el Registro de ensayos clínicos de la Organización Mundial de la Salud, a partir de marzo de 2020.
A principios de marzo de 2020, la CEPI anunció un objetivo de financiación de 2 000 millones de dólares en una asociación global entre organizaciones públicas, privadas, filantrópicas y de la sociedad civil para acelerar el desarrollo de vacunas contra la COVID-19, con compromisos hasta la fecha por parte de los gobiernos de Dinamarca, Finlandia, Alemania, Noruega y el Reino Unido. En abril, los imperativos de la iniciativa de la CEPI para el desarrollo de vacunas son la velocidad, la capacidad de fabricación, el despliegue a escala y el acceso global.

### Plataformas tecnológicas
En abril, los científicos de la CEPI informaron que 10 plataformas tecnológicas diferentes estaban bajo investigación y desarrollo a principios de 2020 para crear una vacuna eficaz contra la COVID-19. Los principales objetivos de la plataforma avanzados en los estudios de seguridad de la Fase I incluyen:
- ácido nucleico (ADN y ARN) (desarrollador de fase I y candidato a vacuna: Moderna, ARNm-1273).

- vector viral (desarrollador de fase I y candidato a vacuna: CanSino Biologics, vector de adenovirus tipo 5).

- partícula similar a virus involucrada en la replicación del ADN (desarrollador de fase I y candidato a vacuna: Instituto Médico Genoinmune de Shenzhen, LV-SMENP).

Según la CEPI, las plataformas basadas en ADN o ARN mensajero ofrecen una promesa considerable de alterar las funciones del antígeno de la COVID-19 para obtener respuestas inmunes fuertes, y pueden evaluarse rápidamente, refinarse para una estabilidad a largo plazo y prepararse para la capacidad de producción a gran escala. Otras plataformas que se están desarrollando en 2020 se centran en péptidos, proteínas recombinantes, virus vivos atenuados y virus inactivados.
En general, las tecnologías de vacuna que se están desarrollando para la COVID-19 no son como las vacunas que ya están en uso para prevenir la influenza, sino que están utilizando estrategias de "próxima generación" para la precisión en los mecanismos de infección de la COVID-19, al tiempo que aceleran el desarrollo para finalmente prevenir la infección con una nueva vacuna. Las plataformas de vacunas en desarrollo también están diseñadas para abordar los mecanismos de susceptibilidad a la infección por la COVID-19 en subgrupos de población específicos, como ancianos, niños, mujeres embarazadas o personas con sistemas inmunes debilitados existentes.
La CEPI clasifica las etapas de desarrollo de las vacunas como "exploratorias" (planificación y diseño de un candidato, sin evaluación in vivo aún), "preclínicas" (evaluación in vivo con preparación para la fabricación de un compuesto para probar en humanos) o iniciación de la Fase I Estudios de seguridad en personas sanas.

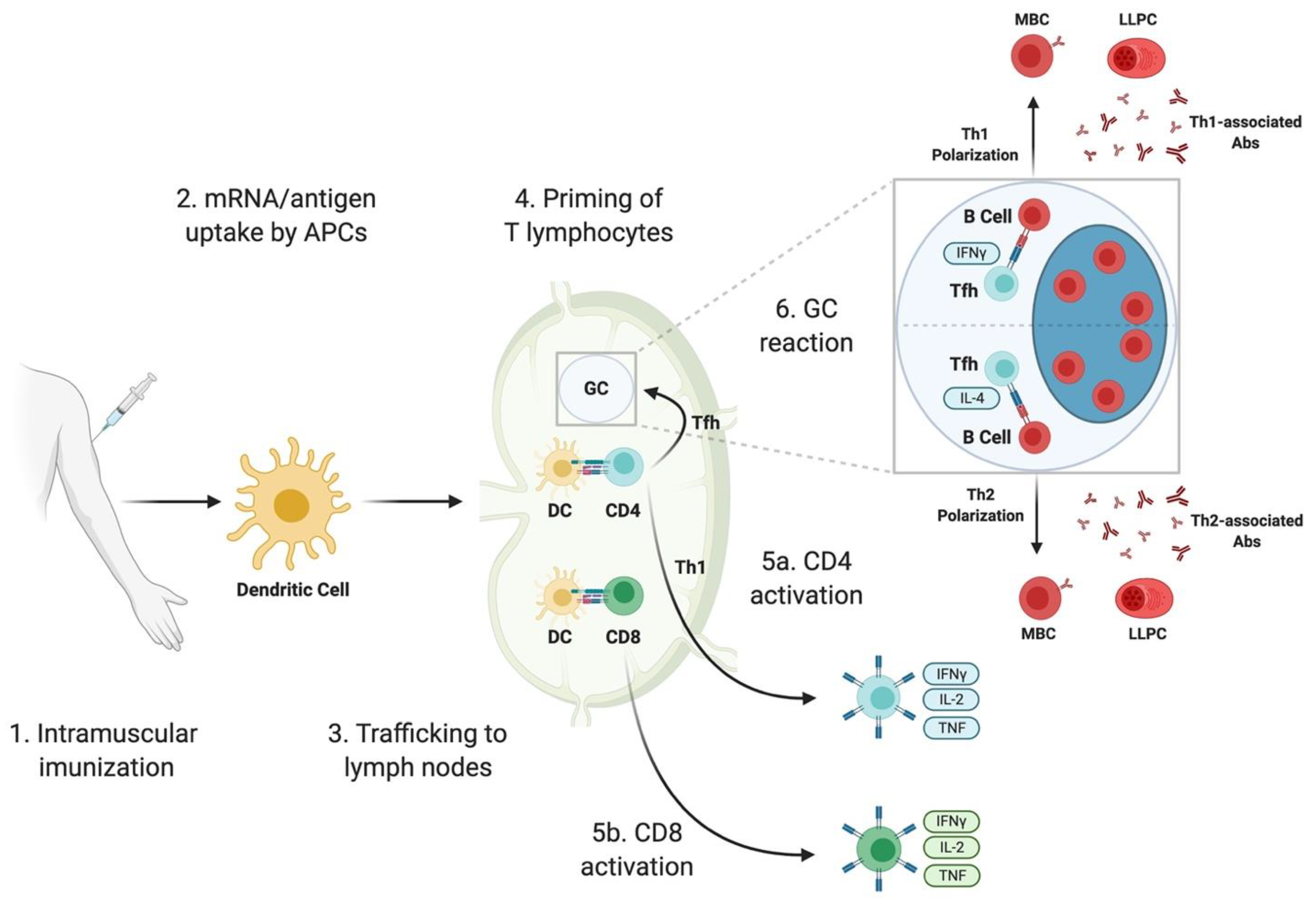
Respuesta inmune a la Vacuna de ARN.

### Vacuna no específica
Algunas vacunas tienen efectos heterólogos, también llamados efectos no específicos. Eso significa que pueden tener beneficios más allá de la enfermedad que previenen. La vacuna antituberculosa, la vacuna BCG, es un ejemplo que se está probando para determinar si tiene un efecto protector contra la COVID-19, de acuerdo con las afirmaciones de que la mortalidad por la COVID-19 fue menor en los países y territorios dependientes que tienen una administración de vacuna BCG de rutina.
En marzo de 2020, un ensayo aleatorio de la vacuna BCG para reducir la COVID-19 comenzó en los Países Bajos (Centro Médico Universitario de Utrecht) buscando reclutar a 1 000 trabajadores de la salud. Otro ensayo aleatorizado en Australia está buscando inscribir a 4 170 trabajadores de la salud.

## Candidatos a la vacuna
Según lo informado por los científicos de la CEPI en abril de 2020, en total se encuentran 115 candidatos a vacunas en las primeras etapas de desarrollo, con 78 confirmados como proyectos activos (79, según el Instituto Milken), y otros 37 anunciados, pero con poca información pública disponible (se supone que está en planificación o en diseño). De los 79 proyectos activos confirmados, 74 están en desarrollo "exploratorio" o "preclínico", según el informe de la CEPI de principios de abril.
En abril de 2020, después de la publicación del informe la CEPI, se iniciaron ensayos aleatorizados de fase I-II, intervencionistas para la dosificación y la evaluación de los efectos secundarios en Wuhan, China; sobre la vacuna candidata, Ad5-nCoV (CanSino Biologics, tabla); y en Inglaterra, Reino Unido, sobre el candidato, ChAdOx1 nCoV-19. Solamente otros cinco ensayos con candidatos a vacunas se encuentran en pruebas de fase I en humanos, a mediados de abril de 2020.
Los ensayos de fase I evalúan principalmente la seguridad y la dosificación preliminar en unas pocas docenas de sujetos sanos, mientras que los ensayos de fase II, después del éxito en la fase I, evalúan la inmunogenicidad, los niveles de dosis (eficacia basada en biomarcadores) y los efectos adversos de la vacuna candidata, generalmente en cientos de personas. Un ensayo de Fase I-II lleva a cabo pruebas preliminares de seguridad e inmunogenicidad, generalmente es aleatorizado, controlado con placebo y en múltiples sitios, mientras determina dosis más precisas y efectivas. Los ensayos de fase III generalmente involucran a más participantes, incluido un grupo de control, y evalúan la efectividad de la vacuna para prevenir la enfermedad, mientras se monitorean los efectos adversos a la dosis óptima.

### Seguimiento del desarrollo de las vacunas contra la COVID-19
Es intensísima la investigación desplegada en todo el mundo en busca de vacunas eficaces frente a la COVID-19. Los productos candidatos a vacuna en investigación clínica son, a finales de octubre de 2020, casi 200, a los que se suman al menos dos centenares más de productos en fase exploratoria previa a la investigación preclínica formal.
La velocidad con la que se suceden los avances es tal que resulta difícil seguir la evolución, por lo que resulta de gran utilidad consultar fuentes de información fiables que muestran un resumen de la situación y los avances relevantes y que se actualizan con frecuencia, como son los siguientes:
- OMS, vacunas frente a la COVID-19. Draft landscape of COVID-19 candidate vaccines: se trata de un listado de todos los productos en investigación, los estudios registrados en los que están involucrados, agrupados según la fase de investigación clínica de cada uno. Se actualiza con una frecuencia irregular, cada pocos días.[52]
- Vaccine Centre, del London School of Hygiene & Tropical Medicine (LSHTM). La COVID-19 Vaccine Tracker contiene cuatro apartados: resumen del estado de desarrollo de cada vacuna, mapa con los lugares donde se desarrollan los estudios en fase 3, los registros de los estudios en bases de datos de ECA reconocidos y un extracto de los datos del diseño y resultados de los estudios publicados en revistas científicas.[55]
- Milken Institute. COVID-19 tracker. Se trata de una amplia recopilación de, tanto los fármacos en estudio para el tratamiento de la enfermedad, como los candidatos a vacunas, en este caso con datos generales de cada uno de los productos.[56]
- El País. En qué fase está cada vacuna.[57]
- The New York Times. Coronavirus Vaccine Tracker.[58]
- The Washington Post. These are the top coronavirus vaccines to watch.[59]

### Vacunas en desarrollo (hasta enero de 2021, según la OMS)
Habitualmente el desarrollo de una vacuna  es un proceso largo, pero en casos de pandemia los tiempos son acortados al mínimo. El desarrollo pasa por fases prefijada por la OMS.
- Fase Preclinica= 173 vacunas
- Fases clínicas= 64, de los cuales (nótese que algunos productos están implicados en estudios en varias fases a la vez):
  - Fase 1= 19 vacunas
  - Fase 1/2 = 18 vacunas
  - Fase 2 = 5 vacunas
  - Fase 2/3 = 6 vacunas
  - Fase 3= 16 vacunas
  - Fase 4: Son los estudios que ocurren después de la aprobación de una vacuna.  En general son los estudios de efectividad (inmunidad generada) y también siguen monitoreando los eventos adversos.[60]

### Vacunas en desarrollo (desde enero de 2021)
El 2021 será un año de pandemia, el retorno a la normalidad no llegará para todos al mismo tiempo; ese retorno no será pronto y la clave estaría en la distribución de la vacuna. 
Se necesitarán varios meses antes de que las vacunas estén lo suficientemente extendidas en el planeta, como para poder alterar el perfil de la pandemia.

No vamos a lograr ningún nivel de inmunidad colectiva en 2021 [debido a que el despliegue de las vacunas] toma tiempo. Se necesita tiempo para escalar la producción de dosis, no solo en millones, sino que aquí estamos hablando de miles de millones.
Soumya Swaminathan, científica en jefe de la OMS.

### Estado de los candidatos y vacunas
Nota: El campo efectividad de la tabla siguiente se define como la disminución de la probabilidad de sufrir síntomas graves de la enfermedad por coronavirus de 2019 (COVID-19). No se sabe aún si las personas vacunadas pueden portar el virus y extenderlo .
| Datos acumulados (Fase 2/3 y 3) | Datos acumulados (Fase 2/3 y 3)                                   | Datos acumulados (Fase 2/3 y 3) | Datos acumulados (Fase 2/3 y 3)       | Datos acumulados (Fase 2/3 y 3)   | Datos acumulados (Fase 2/3 y 3) | Datos acumulados (Fase 2/3 y 3) | Datos acumulados (Fase 2/3 y 3)       | Datos acumulados (Fase 2/3 y 3) | Datos acumulados (Fase 2/3 y 3)                                |
| Candidato a la vacuna (desarrollador/patrocinador) | Tecnología                                                        | Fase de prueba (participantes)  | Ubicación                             | Fechas de pruebas                 | Dosis                           | Efectividad                     | Almacenamiento                        | Autorizada por | Referencias                                                    |
| --- | ----------------------------------------------------------------- | ------------------------------- | ------------------------------------- | --------------------------------- | ------------------------------- | ------------------------------- | ------------------------------------- | --- | -------------------------------------------------------------- |
| Ad5-nCoV Convidecia (CanSino Biologics) | vector de adenovirus recombinante tipo 5                          | Fase 3                          | China y Canadá                        | marzo de 2020 - marzo de 2021     | (1)                             | 92%                             | 2-8°C                                 | China · México · Chile · Ecuador · Argentina | [ 64 ] [ 65 ]                                                  |
| mRNA-1273 Moderna (Elasomerán) (Moderna y National Institute of Allergy and Infectious Diseases) | dispersión de nanopartículas lipídicas que contiene ARN mensajero | Fase 3                          | Estados Unidos                        | marzo de 2020 - diciembre de 2020 | (2)                             | 94,5%                           | -20°C (6 meses) 2-8°C (30 días)       | Estados Unidos · Canadá · Groenlandia · Reino Unido · Islandia · Islas Feroe · Noruega · Unión Europea · Israel · Colombia · Guatemala · Honduras · Argentina · México Organización Mundial de la Salud | [ 66 ] [ 67 ] [ 68 ]                                           |
| AZD1222 Oxford-AstraZeneca (antes ChAdOx1 nCoV-19) (Universidad de Oxford y AstraZeneca) | vector de adenovirus                                              | Fase 3                          | Inglaterra, Reino Unido               | abril de 2020 - diciembre de 2020 | (2)                             | 72%                             | 2-8°C                                 | Reino Unido · Argentina · Brasil · Chile · México · República Dominicana · India · Bangladés · Unión Europea · Corea del Sur · Colombia · Taiwán · Organización Mundial de la Salud · Japón · Uruguay · Ecuador · | [ 69 ] [ 70 ] [ 71 ] [ 72 ]                                    |
| BNT162b2 Pfizer-BioNTech (tozinamerán) (BioNTech y Pfizer) | vacuna de ARNm                                                    | Fase 3                          | Alemania y Estados Unidos             | abril de 2020 - diciembre de 2020 | (2)                             | 95%                             | -70°C                                 | Reino Unido · Groenlandia · Canadá · México · Estados Unidos · Costa Rica · Panamá · Colombia · Ecuador · Chile · Argentina · Israel · Perú · Kuwait · Arabia Saudita · Omán · Baréin · Catar · EAU · Jordania · Irak · Singapur · Malasia · Islandia · Islas Feroe · Noruega · Suiza · Serbia · Unión Europea · Organización Mundial de la Salud · Japón · Corea del Sur · Uruguay · | [ 73 ] [ 65 ] [ 74 ] [ 75 ] [ 76 ] [ 77 ] [ 78 ] [ 72 ] [ 79 ] |
| CoronaVac Sinovac (Sinovac Biotech) | Virus inactivado, más adyuvante                                   | Fase 3                          | Pekín, China                          | abril de 2020 - enero de 2021     | (2)                             | 100%                            | 2-8°C                                 | China · Brasil · Chile · Bolivia · Indonesia · México · Uruguay · Colombia · Ecuador · El Salvador · Organización Mundial de la Salud | [ 65 ] [ 80 ] [ 81 ] [ 72 ]                                    |
| BBIBP-CorV Sinopharm (BIBP) (Instituto de Productos Biológicos de Beijing y Sinopharm) | Virus inactivado                                                  | Fase 3                          | Pekín, China                          | abril de 2020 - diciembre de 2020 | (2)                             | 79%                             | 2-8°C                                 | China · Baréin · EAU · Jordania · Egipto · Perú · Argentina · México · Organización Mundial de la Salud · | [ 65 ] [ 82 ] [ 83 ] [ 84 ] [ 85 ]                             |
| Gam-COVID-Vac Sputnik V (Instituto Gamaleya) | Vector viral no replicante                                        | Fase 3                          | Moscú, Rusia                          | agosto de 2020 - mayo de 2021     | (2)                             | 91.6%                           | -20 °C (líquida) 2-8 °C (liofilizada) | Rusia · Bielorrusia · Serbia · Argentina · Chile · Ecuador · Bolivia · Venezuela · Paraguay · Guinea · Argelia · México · Hungría · Guatemala · Nicaragua · | [ 86 ]                                                         |
| Ad26.COV2.S Janssen (Johnson & Johnson) (Janssen Vaccines, Janssen Pharmaceutica y Johnson & Johnson) | Vector viral noreplicante                                         | Fase 3                          | Bélgica y Estados Unidos              | julio de 2020 – febrero de 2021   | (1)                             | 66%                             | 2-8°C                                 | Estados Unidos · Unión Europea · México · Chile · Perú · Colombia Organización Mundial de la Salud | [ 87 ] [ 88 ] [ 89 ]                                           |
| BBV152 Covaxin (Bharat Biotech, Consejo Indio de Investigación Médica) | Virus inactivado                                                  | Fase 3                          | India                                 | noviembre de 2020 - marzo de 2021 | (2)                             | 93%                             | 2-8 °C                                | India · Paraguay · México · Organización Mundial de la Salud | [ 91 ] [ 92 ]                                                  |
| INO-4800 (Inovio Pharmaceuticals, Coalición para las Innovaciones en Preparación para Epidemias) | plásmido de ADN entregado por electroporación                     | Fase 2/3                        | Estados Unidos                        | abril de 2020 a febrero de 2021   | (2)                             |                                 |                                       | | [ 93 ]                                                         |
| NVX-CoV2373 Novavax Coalición para las Innovaciones en Preparación para Epidemias) | Subunidad de proteína                                             | Fase 3                          | Estados Unidos                        |                                   | (2)                             |                                 |                                       | Indonesia India Canadá Estados Unidos Unión Europea Reino Unido Filipinas | [ 94 ] [ 65 ]                                                  |
| WIBP (Instituto de Productos Biológicos de Wuhan y Sinopharm) | Virus inactivado                                                  | Fase 3                          | Wuhan, China                          |                                   | (2)                             |                                 |                                       | |                                                                |
| Anhui Zhifei Longcom Biopharmaceutical, Institute of Microbiology Chinese Academy of Sciences | Subunidad de proteína                                             | Fase 3                          | China                                 |                                   | (3)                             |                                 |                                       | |                                                                |
| CVnCoV Zorecimeran CureVac | ARNm                                                              | Fase 3                          | Alemania                              | enero de 2021 - diciembre de 2021 | (2)                             |                                 |                                       | | [ 95 ]                                                         |
| medicago INC | Virus como partícula                                              | Fase 2/3                        | Canadá                                |                                   | (2)                             |                                 |                                       | |                                                                |
| Cadila Healthcare Ltd. | Vacuna basada en ADN                                              | Fase 3                          | India                                 |                                   | (3)                             |                                 |                                       | |                                                                |
| Research Institute for Biological Safety Problems, Rep of Kazakhstan | Virus inactivado                                                  | Fase 3                          | Kazajistán                            |                                   | (2)                             |                                 |                                       | |                                                                |
| AnGes, Takara Bio, Osaka University | Vacuna basada en ADN                                              | Fase 2/3                        | Japón                                 |                                   | (2)                             |                                 |                                       | |                                                                |
| Clover Biopharmaceuticals Inc., GSK, Dynavax | Subunidad de proteína                                             | Fase 2/3                        | China, Reino Unido y Estados Unidos   |                                   | (2)                             |                                 |                                       | |                                                                |
| COVAXX, United Biomedical Inc. | Subunidad de proteína                                             | Fase 2/3                        | Estados Unidos y Taiwán               |                                   | (2)                             |                                 |                                       | |                                                                |
| Institute of Medical Biology, Chinese Academy of Medical Sciences | Virus inactivado                                                  | Fase 3                          | Singapur y China                      |                                   | (2)                             |                                 |                                       | |                                                                |
| Medigen Vaccine Biologics, Dynavax, National Institute of Allergy and Infectious Diseases (NIAID) | Subunidad de proteína                                             | Fase 2/3                        | Taiwán y Estados Unidos               |                                   | (2)                             |                                 |                                       | |                                                                |
| Soberana 02 Instituto Finlay | Vacuna conjugada Vacuna de subunidades                            | Fase 3                          | Cuba                                  | marzo de 2021 -                   | (2)                             |                                 |                                       | Cuba Irán | [ 96 ] [ 97 ] [ 98 ]                                           |
| CIGB-66 Abdala CIGB | Vacuna de subunidades                                             | Fase 3                          | Cuba                                  | marzo de 2021 -                   | (2)                             |                                 |                                       | Cuba · México · Nicaragua · Vietnam · Irán · Venezuela | [ 99 ] [ 100 ] [ 101 ] [ 102 ]                                 |
| EpiVacCorona Vektor Institute | péptidos sintetizados artificialmente                             | Fase 3                          | Rusia                                 | octubre de 2020 - julio de 2021   | (2)                             |                                 |                                       | | [ 103 ]                                                        |
| Corbevax | Subunidad de proteína                                             |                                 |                                       |                                   |                                 |                                 |                                       | Botsuana India | [ 104 ] [ 105 ] [ 106 ]                                        |
| NDV-HXP-S ButanVac Patria HXP-GPOVac COVIVAC (Universidad de Texas, Instituto Butantan, Avimex, Escuela de Medicina Icahn en Mount Sinai,Universidad de Mahidol, el Instituto Nacional de Alergias y Enfermedades Infecciosas de EE. UU) | vector viral o inactivado                                         | Fase 3                          | Brasil · México · Tailandia · Vietnam | septiembre de 2021 -              |                                 |                                 | 2-8 °C                                | México | [ 107 ] [ 108 ]                                                |

ver actualizaciones

## Autorizaciones
Al comienzo de la pandemia de COVID-19 a principios de 2020, la OMS emitió una directriz como "Lista de uso de emergencia" de nuevas vacunas, un proceso derivado de la epidemia de ébola de 2014-2016. Exigía que una vacuna candidata desarrollada para una emergencia potencialmente mortal se fabricara utilizando "Buenas prácticas de fabricación" (BPF) y que completara el desarrollo de acuerdo con los procedimientos de precalificación de la OMS.
Algunas experiencias anteriores, como las de los brotes epidemiológicos de los virus del Ébola y del Zika, demostraron que en estas situaciones se prioriza la respuesta biomédica y se olvidan las desigualdades estructurales (como las desigualdades de género), lo que se ha denominado «la tiranía de lo urgente».
Incluso cuando se desarrollan nuevas vacunas durante la pandemia de COVID-19, la autorización de candidatos a vacunas contra la COVID-19 requiere la presentación de una solicitud con un expediente completo de información sobre: la seguridad, la eficacia y la calidad de fabricación. En la Unión Europea y en otros países, territorios dependientes y zonas, las empresas pueden utilizar un "proceso de revisión continua", proporcionando datos a medida que estén disponibles durante los ensayos de fase III, en lugar de presentar la documentación completa al final de la investigación clínica, como es habitual. Este proceso continuo permite al Comité Europeo de Medicamentos de Uso Humano evaluar los datos clínicos en tiempo real, lo que permite que la Agencia Europea de Medicamentos (EMA) apruebe más rápidamente una candidata a vacuna prometedora. Canadá y la EMA iniciaron en octubre un proceso de revisión continua para la vacuna candidata de Moderna, y en noviembre en Canadá para la candidata de Pfizer-BioNTech.
El 24 de junio de 2020, la China aprobó la vacuna de CanSino Biologics para uso limitado en su ejército y dos vacunas de virus inactivo para uso de emergencia en ocupaciones de alto riesgo.
El 11 de agosto de 2020, Rusia anunció la aprobación de la vacuna Gam-COVID-Vac / Sputnik V para uso de emergencia, aunque un mes después solo se habían distribuido pequeñas cantidades de la vacuna para su uso fuera del ensayo de fase 3. En septiembre, los Emiratos Árabes Unidos aprobaron el "uso de emergencia" de la vacuna de Sinopharm para el personal sanitario, seguido de una aprobación de uso de emergencia similar de Baréin en noviembre.
En los Estados Unidos, una "Autorización de uso de emergencia (EUA)" es un mecanismo para facilitar la disponibilidad y el uso de contramedidas médicas, incluidas las vacunas, durante emergencias de salud pública, como la actual pandemia de COVID-19". Una vez que se convirtió en "autorización de uso de emergencia (EUA)" emitida por la FDA, se espera que el desarrollador de la vacuna continúe con el ensayo clínico de fase III para finalizar los datos de seguridad y eficacia, lo que dará lugar a una solicitud de autorización y obtener aprobación en los Estados Unidos. A mediados de 2020, la preocupación de que la FDA pudiera otorgar una Autorización de uso de emergencia (EUA), a la vacuna antes de que se dispusiera de la evidencia completa de un ensayo clínico de fase III generó preocupaciones generales sobre la posibilidad de que se reduzcan los estándares ante la presión política.  El 8 de septiembre de 2020, nueve compañías farmacéuticas líderes involucradas en la investigación de la vacuna contra la COVID-19 firmaron una carta en la que se comprometían a presentar sus vacunas para autorización de uso de emergencia solo después de que los ensayos de fase III hubieran demostrado su seguridad y eficacia.
Pfizer-BioNTech presentó una solicitud de autorización de uso de emergencia (EUA) a la FDA para la vacuna de ARNm Comirnaty (DCI: Tozinamerán, de nombre en clave inicial BNT162b2) el 20 de noviembre de 2020. El 21 de diciembre de 2020 la Agencia Europea de Medicamentos emitió su evaluación favorable y la Comisión Europea dio su autorización condicional para la comercialización de la vacuna desarrollada por Pfizer y BioNTech, bajo el nombre Comirnaty, en toda la Unión Europea. Fue la primera vacuna aprobada para su uso en la Unión Europea.
El 2 de diciembre de 2020, la Agencia Reguladora de Medicamentos y Productos Sanitarios (MHRA) del Reino Unido otorgó la autorización temporal para la vacuna de Pfizer-BioNTech, convirtiéndose en el primer país en aprobar esta vacuna y el primer país en el mundo occidental en aprobar el uso de cualquier vacuna contra la COVID-19. El 11 de diciembre de 2020, la Administración de Alimentos y Medicamentos de los Estados Unidos (FDA) otorgó una Autorización de uso de emergencia (EUA) para la vacuna de Pfizer-BioNTech. Posteriormente, la vacuna ha sido aprobada para su uso por varias autoridades sanitarias nacionales. El 19 de diciembre de 2020, la Agencia Suiza de Productos Terapéuticos (Swissmedic) aprobó la vacuna de Pfizer-BioNTech para uso regular, dos meses después de recibir la solicitud. Esta fue la primera autorización de una autoridad reguladora estricta bajo un procedimiento estándar para cualquier vacuna contra la COVID-19, ya que las leyes suizas no permiten aprobaciones de emergencia. Moderna presentó una solicitud de EUA para el ARNm-1273 a la FDA el 30 de noviembre de 2020. El 18 de diciembre de 2020, la FDA otorgó un EUA para la vacuna de Moderna.
El 30 de diciembre de 2020 el gobierno de la República Popular China autorizó la vacuna desarrollada por la farmacéutica estatal china Sinopharm y el Instituto de Productos Biológicos de Pekín, pues la vacuna culminó la última fase de ensayos clínicos.
El 31 de diciembre del 2020, la Organización Mundial de la Salud (OMS) anunció su primera autorización para uso de emergencia de una vacuna contra la COVID-19 de las farmacéuticas Pfizer y BioNTech.

### Número de vacunas autorizadas por país, territorio dependiente y/o zona en cada continente
| América         | Número |
| --------------- | ------ |
| México          | 12     |
| Cuba            | 3      |
| Chile           | 6      |
| Argentina       | 6      |
| Ecuador         | 5      |
| Colombia        | 5      |
| Bolivia         | 5      |
| Estados Unidos  | 3      |
| Uruguay         | 3      |
| Perú            | 3      |
| Brasil          | 2      |
| Canadá          | 2      |
| Groenlandia     | 2      |
| Venezuela       | 5      |
| Paraguay        | 1      |
| Rep. Dominicana | 1      |
| Costa Rica      | 1      |
| Panamá          | 1      |
| Guatemala       | 1      |
| El Salvador     | 1      |

| Europa                            | Número               |
| --------------------------------- | -------------------- |
| Reino Unido                       | 3                    |
| Islandia                          | 2                    |
| Islas Feroe                       | 2                    |
| Noruega                           | 2                    |
| Serbia                            | 2                    |
| Suiza                             | 1                    |
| Rusia                             | 1                    |
| Bielorrusia                       | 1                    |
| Unión Europea (, · , · , · , ,, ) | 4                    |
| Hungría                           | 5 (las de la UE + 1) |

| Asia           | Número |
| -------------- | ------ |
| China          | 3      |
| India          | 2      |
| Israel         | 2      |
| Baréin         | 2      |
| EAU            | 2      |
| Jordania       | 2      |
| Bangladés      | 1      |
| Kuwait         | 1      |
| Arabia Saudita | 1      |
| Omán           | 1      |
| Catar          | 1      |
| Irak           | 1      |
| Singapur       | 1      |
| Malasia        | 1      |
| Indonesia      | 1      |
| Corea del Sur  | 2      |
| Japón          | 2      |

| África  | Número |
| ------- | ------ |
| Egipto  | 1      |
| Guinea  | 1      |
| Argelia | 1      |

## Limitaciones
Un informe de la Coalición para las Innovaciones en Preparación para Epidemias (CEPI) de abril de 2020, declaró que «se necesitará una fuerte coordinación y cooperación internacional entre los desarrolladores de vacunas, los reguladores, los encargados de la formulación de políticas, los financiadores, los organismos de salud pública y los gobiernos para garantizar que los prometedores candidatos a vacunas, en etapas finales puedan fabricarse en cantidades suficientes y suministrado equitativamente a todas las áreas afectadas, particularmente a las regiones de bajos recursos».
En enero de 2021, el laboratorio estadounidense Pfizer que produce junto a BioNTech su vacuna contra la COVID-19, aprobada en el Reino Unido y la Unión Europea, anuncia un descenso en el volumen de sus envíos.

### Patentes
Las leyes de patentes complican el acceso mundial a las vacunas. Los grandes laboratorios han impulsado una aplicación estricta de los monopolios de patentes, para asegurar más derechos privados a costa de los beneficios para la sociedad. En el caso de los medicamentos, los beneficios para la sociedad se cuenta en vidas. Una propuesta para luchar contra la COVID-19, presentada por Sudáfrica e India dentro de la Organización Mundial del Comercio (OMC) plantea la suspensión temporal de ciertas obligaciones de propiedad intelectual farmacéuticas y cuenta con el apoyo de 100 países.
El Secretario General de la Organización de las Naciones Unidas (ONU) dijo en febrero de 2021: "La vacunación ha sido tremendamente injusta y desigual. Si se permite que el virus se propague como la pólvora en el Sur global, mutará una y otra vez”. El 4 de marzo el director de la Organización Mundial de la Salud (OMS) exhortó a renunciar a los derechos de patente de las vacunas contra el coronavirus, para que puedan incrementarse los suministros. Existen fábricas que podrían empezar a producir cientos de millones de vacunas contra la COVID-19, si tuvieran el modelo y el conocimiento técnico.
Un grupo de 99 países en vías de desarrollo liderados por la India y Sudáfrica piden la suspensión temporal de las patentes de los medicamentos, vacunas y equipos médicos contra la COVID-19 mientras dure la pandemia. A este pedido se oponían, en principio la Unión Europea, Estados Unidos, Reino Unido y Brasil y otros países.
El 15 de abril un grupo de ganadores del premio Nobel y diversos líderes mundiales firmaron una carta abierta dirigida hacia el presidente Biden de Estados Unidos, pidiendo el levantamiento de las patentes de las vacunas. Este pedido fue hecho en nombre de la People's Vaccine Alliance (Alianza Popular para las Vacunas en español), una coalición de organizaciones y activistas unidos bajo el objetivo común de hacer campaña por una "vacuna popular" para la COVID-19 que esté basada en el conocimiento compartido y sea de libre acceso para todo el mundo. La administración de Biden anunció el 5 de mayo que apoya la suspensión a las protecciones de propiedad intelectual para las vacunas contra la COVID-19.

## Efectos

### Eficacia

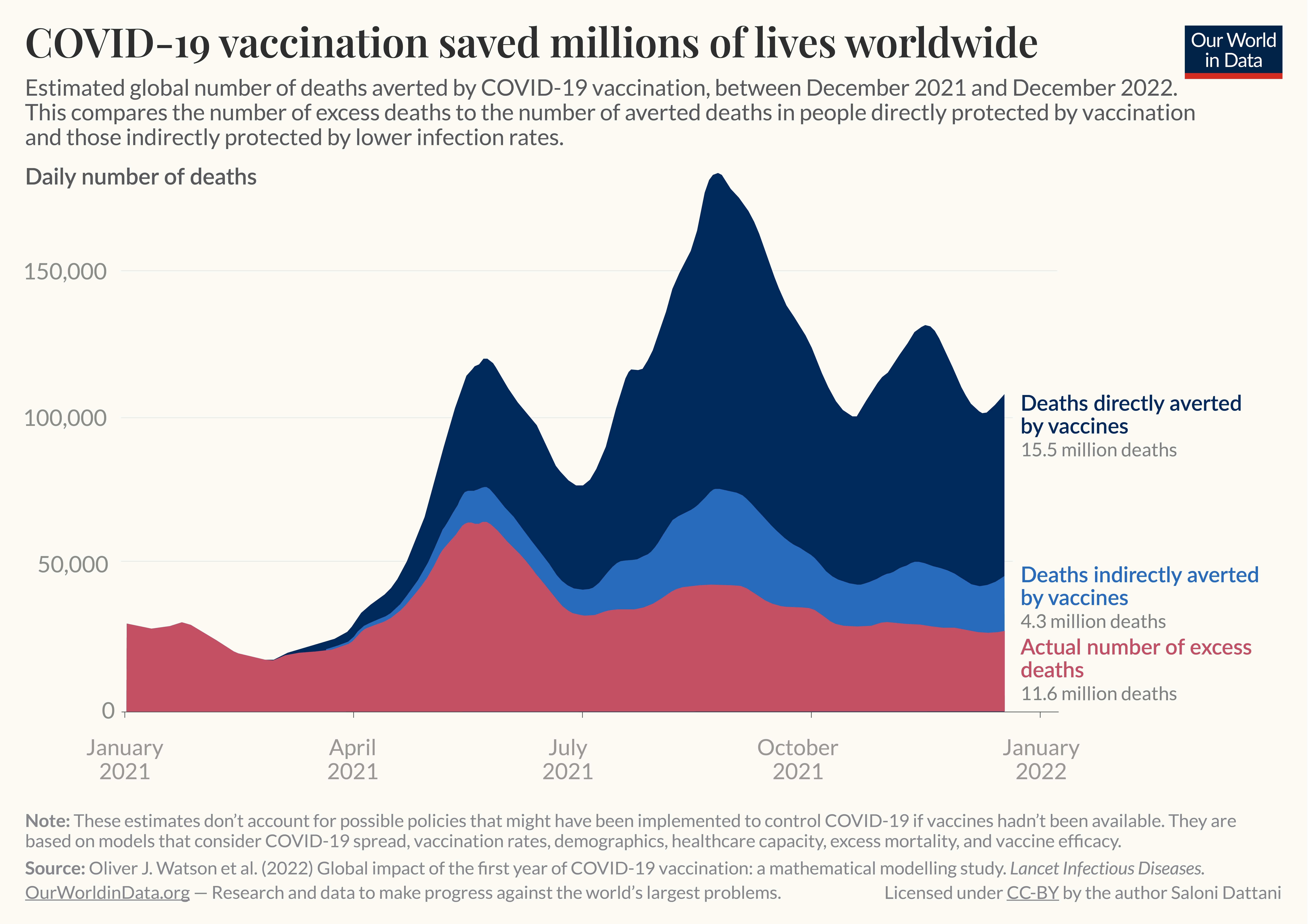
Los investigadores han calculado que las vacunas COVID-19 salvaron alrededor de 20 millones de vidas en todo el mundo durante el primer año de disponibilidad de la vacuna.

La inmunidad adquirida generada por las vacunas contra la COVID-19 es diferente según la plataforma utilizada y la exposición previa a la infección natural por el SARS-CoV-2. Por otra parte, la eficacia de las vacunas ha ido decayendo con el tiempo. 

No es posible comparar directamente estas vacunas entre sí porque las características de los respectivos estudios son distintas, pero, en general, todas las vacunas incluidas en la lista OMS de uso en emergencias son muy eficaces para prevenir los cuadros clínicos graves y la hospitalización por COVID‑19.

A enero de 2022, la Organización Mundial de la Salud informaba que la protección de las vacunas contra síntomas graves de la COVID-19 causados por la variante Ómicron había bajado a un 50%, si bien aumentaba a un 80% con una dosis de refuerzo.
En las vacunas que se administran en dos dosis, la primera dosis solo aporta una leve inmunidad a no ser que el paciente haya estado expuesto antes al virus, en cuyo caso sí que desarrolla un alto nivel de respuesta inmunológica.
La mayoría de las personas infectadas con el SARS-CoV-2 desarrollan anticuerpos específicos contra ese virus. Sin embargo, los niveles de esos anticuerpos pueden variar. Aquellos que contraen una enfermedad grave tienen altos niveles de anticuerpos y los que contraen enfermedad leve o infección asintomática tienen bajos niveles de anticuerpos. Luego de tres meses de contraer la infección, los pacientes muestran una baja considerable de la cantidad de anticuerpos, pero no desaparecen del todo y perduran en una meseta al menos 6-8 meses.
Inicialmente se estimó que la inmunidad conferida por las vacunas contra la COVID-19 era igual de potente que la inmunidad adquirida naturalmente por infección con el virus. Sin embargo, al pasar el tiempo se observa que la inmunidad natural es más robusta y más duradera que la obtenida mediante vacunación. Las vacunas tampoco parecen reducir la carga viral de las personas vacunadas que se infectan con el virus respecto a la de las personas no vacunadas.

### Dosis suplementarias
Al constatarse el declive de la eficacia de las vacunas con el tiempo, los fabricantes propusieron inyectar a la población dosis suplementarias o "de refuerzo". Los gobiernos adoptaron diferentes decisiones respecto a las dosis suplementarias: algunos las distribuyeron solo a grupos de riesgo, otros a toda la población y otros incluso las hicieron obligatorias. 
La relación coste-beneficio de las dosis suplementarias suscité escepticismo. La secretaria de la Sociedad Española de Inmunología denunció "una presión clara de las farmacéuticas" y llamó a "plantearnos qué conseguimos con terceras y cuartas dosis." 

### Efectos secundarios
Los efectos secundarios habituales tras la inyección de una vacuna contra la COVID-19 son similares a los del resto de vacunas contra virus respiratorios:
- dolor en el brazo
- síntomas similares a los de la gripe, como dolor de cabeza, escalofríos, fatiga, náuseas y fiebre
- inflamación de los ganglios linfáticos[157]

En un pequeño porcentaje de casos ocurren reacciones graves, como anafilaxia por alergia a alguno de los componentes. Los efectos secundarios son más frecuentes cuanto menor es la edad del paciente, quizás porque su sistema inmunitario responde con más vigor.
Por otro lado, un estudio del Centro para el Control y Prevención de Enfermedades de los Estados Unidos (CDC) sacó a la luz que las mujeres tienen mayores posibilidades de sufrir reacciones anafilácticas tras recibir la vacuna de Moderna o de Pfizer-BioNTech. Así, un estudio muestra que de 47 personas que presentaron una reacción alérgica, 44 eran mujeres. Las vacunas de Pfizer-BioNTech y Moderna causan inflamación de los ganglios linfáticos del área de la axila del mismo brazo donde se administró la inyección. Estos efectos pueden deberse a las diferencias hormonales entre hombres y mujeres, siendo los estrógenos más reactivos que la testosterona, lo que causa una mayor estimulación del sistema inmunológico.
Un estudio publicado en febrero de 2022 que examinó un posible vínculo causal entre las vacunas contra la COVID-19 y el exceso de muertes descubrió que, de más de 250 millones de estadounidenses vacunados, sólo se reportaron 55 casos de fallecimiento después de la vacunación contra la COVID-19 y en 17 de ellos se excluyó una relación causal. El Instituto Paul Ehrlich ha registrado 31 trombosis de senos venosos cerebrales (TSVC) y nueve muertes de 2,7 millones de vacunados en Alemania con AZD1222. La Agencia Reguladora de Medicamentos y Productos Sanitarios del Reino Unido (MHRA) registró 73 muertes de casi 50 millones de dosis de AstraZeneca administradas en el Reino Unido. De los más de 100 millones de ciudadanos japoneses vacunados, el gobierno japonés ha proporcionado compensaciones económicas por hasta 8.432 lesiones, incluidas 903 muertes, después de la vacunación contra la COVID-19 bajo su sistema de ayuda por lesiones a la salud con la vacunación.
Según el CDC, los principales efectos adversos graves de las tres vacunas autorizadas en EE. UU. (Moderna, Pfizer y Janssen) y su incidencia son:
- anafilaxia, 2 a 5 casos por millón
- trombosis, principalmente entre mujeres menores de 50 años inyectadas con vacuna de Janssen y especialmente en quienes utilizan anticoncepción hormonal.
- síndrome de Guillain-Barré, 16 casos por millón entre los vacunados con Janssen, principalmente entre hombres mayores de 50 años.
- miocarditis y pericarditis, principalmente entre menores de 30 años vacunados con Pfizer o Moderna.

Para la vacuna de AstraZeneca, el efecto adverso más notable es la trombosis, que ha causado 73 fallecimientos entre los 50 millones de vacunados en el Reino Unido, aunque no se han discriminado correctamente las patologías previas o asociadas.
En 2023 se empezó a reportar en la comunidad médica que las vacunas fueron la causa de algunos casos de covid largo, una dolencia persistente que se caracteriza por fatiga, jaqueca, alteraciones cardiovasculares y niebla mental.
En Estados Unidos los fabricantes de vacunas contra la COVID-19 están exentos de cualquier responsabilidad legal frente a demandas por los efectos secundarios de sus productos. En la Unión Europea se desconoce está situación dado que la ley exige responsabilidad civil.

### Vacunados con exposición previa al virus
Las personas que ya han estado expuestas previamente al SARS-CoV-2 reaccionan con mayor intensidad al ser vacunadas. Con solo la primera dosis de una vacuna, desarrollan una producción de anticuerpos mucho mayor que las personas no infectadas que reciben las dos dosis estipuladas.
Los efectos secundarios de las vacunas son también más intensos y frecuentes en las personas infectadas previamente, en particular la inflamación de ganglios, fiebre y dolor muscular.

### Transmisión del virus tras vacunarse
La gente vacunada todavía puede ser infectada por el SARS-CoV-2 y contagiar a otros,  también puede desarrollar síntomas de la enfermedad (COVID-19); las vacunas reducen no obstante las probabilidades de estos eventos así como la gravedad de los síntomas si se cae enfermo. Por ejemplo, las vacunas de ARN mensajero parecen reducir la probabilidad de infectarse con el virus en un 80% o un 91%.
Por ello, la mayoría de gobiernos siguieron exigiendo de los vacunados las mismas medidas preventivas decretadas para el resto de la población como lavarse las manos con jabón, ponerse mascarilla o mantener el distanciamiento físico.

### Efecto en niños
Según la OMS, las vacunas COVID son en general seguras y eficaces en los niños y adolescentes pero les aportan escasos beneficios sanitarios porque el impacto de la infección en esta población es muy leve. Es una situación muy diferente de la de las vacunas esenciales administradas tradicionalmente a los niños, por ejemplo la del sarampión, que aportan muchos más beneficios que riesgos.

## Reacciones sociales

### Desinformación
Las publicaciones en redes sociales han promovido una teoría conspirativa que afirma que el virus detrás de la COVID-19 era conocido y que una vacuna ya estaba disponible. Las patentes citadas por varias publicaciones en las redes sociales hacen referencia a patentes existentes para secuencias genéticas y vacunas para otras cepas de coronavirus como el SARS-CoV, causante del síndrome respiratorio agudo grave (SRAG/SARS), y que por su nombre puede ser confundido con el SARS-CoV-2, causante de la enfermedad por coronavirus de 2019 (COVID-19).
El 21 de mayo de 2020, la FDA hizo público el aviso de cese y desistimiento que había enviado a North Coast Biologics, una empresa con sede en Seattle que había estado vendiendo una supuesta vacuna de proteína.
Jaime Jesús Pérez, vocal de la Asociación Española de Vacunología (AEV) afirmó: "Por supuesto que no tienen ni metales pesados ni componentes magnéticos", en la campaña de verificación realizada en el marco del proyecto #VacúnaTE por Maldita.es y la agencia de noticias Servimedia contra la desinformación sobre las vacunas de la COVID-19, con el apoyo de Google News Initiative. Es posible comprobar que no hay metales pesados entre los componentes de las distintas vacunas contra la COVID-19 que están en uso en la Unión Europea (UE) -y, por lo tanto, en España- en las fichas técnicas publicadas por el Consejo Interterritorial del Sistema Nacional de Salud de España: 
- Pfizer[181]
- Moderna[182]
- AstraZeneca[183]
- Janssen[184]

En 2024 se supo que el gobierno estadounidense de Donald Trump había lanzado a partir de 2020 una campaña secreta de desinformación contra la vacuna china CoronaVac en varios países de Asia, principalmente centrada en Filipinas. La campaña, propagada por cientos de cuentas falsas en redes sociales operadas por militares estadounidenses de guerra psicológica, sembraba dudas sobre la eficacia de la vacuna china y afirmaba que los musulmanes debían rechazarla porque supuestamente contenía gelatina de cerdo. Unos meses después de la derrota de Donald Trump en las elecciones, la nueva administración Biden detuvo la campaña.

### Vacilación ante la vacuna
Aproximadamente el 10% de la población percibe las vacunas en general como inseguras o innecesarias y rechazan la vacunación, una amenaza para la salud mundial denominada vacilación ante la vacuna.
A mediados de 2020, las estimaciones de dos encuestas indicaban que el 67% o el 80% de las personas en los Estados Unidos aceptarían una nueva vacuna contra la COVID-19, con una gran disparidad por nivel de educación, situación laboral, raza y geografía. Una encuesta realizada por National Geographic y Morning Consult demostró una brecha de género en la disposición a recibir una vacuna contra la COVID-19 en los Estados Unidos, con el 69% de los hombres encuestados diciendo que recibirian la vacuna, en comparación con solo el 51% de las mujeres. La encuesta también mostró una correlación positiva entre el nivel educativo y la voluntad de vacunarse.

### Obligatoriedad de la vacuna
La Organización Mundial de la Salud se opone a la obligatoriedad de la vacuna contra la COVID-19 y pide que no se impida viajar a las personas no vacunadas.
No obstante, algunos Estados soberanos han decretado la obligación de vacunarse para una parte de sus poblaciones:
- Tayikistán y Turkmenistán fueron los primeros en decretar la obligación de vacunarse para todos los ciudadanos mayores de 18 años.[189]
- Fiyi obligó el 15 de agosto de 2021 a vacunarse a todos los funcionarios públicos.[190]
- El gobierno de Austria anunció en noviembre de 2021 que la vacuna será obligatoria a partir de febrero de 2022 para los mayores de 14 años.[191][192]
- En Alemania un proyecto de ley similar ha sido anunciado por el gobierno.
- Indonesia ha anunciado que la vacunación será obligatoria a partir de febrero de 2022.[190]
- Costa Rica es el primer país que ha anunciado, tras un acuerdo con Pfizer, que la vacunación contra la COVID-19 será obligatoria para todos los niños de entre 5 y 12 años a partir de marzo de 2022.[193]
- La ciudad de Nueva York anunció en diciembre de 2021 que la vacunación será obligatoria para todos los trabajadores, tanto del sector público como del privado.[194]
- Francia ha impuesto la obligación solo a ciertos colectivos, como sanitarios o bomberos.[195]
- En el Ecuador, antes de la fiestas navideñas, se declaró la obligatoriedad de la vacunación contra la COVID-19.[196]

Varios países, territorios dependientes y zonas han implementado restricciones selectivas contra las personas no vacunadas mediante pasaportes inmunitarios. Estas medidas no persiguen disminuir los contagios directamente sino imposibilitar la vida social de las personas no vacunadas para que finalmente opten por vacunarse. En Francia la imposición del pasaporte sanitario produjo un rápido aumento de la población vacunada del 54 al 75% en las semanas que siguieron al anuncio pero posteriormente el ritmo de vacunación se estancó de nuevo.
Los criterios del pasaporte sanitario varían según las jurisdicciones en cuanto a la edad a partir de la cual es necesario, el número de dosis de vacuna exigidas o la toma en consideración o no de la inmunidad natural. En casi todos los casos, el pasaporte sanitario puede conseguirse mediante una prueba que demuestre que la persona no porta el SARS-CoV-2, virus causal de la COVID-19, pero algunos países, territorios dependientes y zonas como Italia no permiten esta vía de acceso al pasaporte.
En algunos países, territorios dependientes y zonas, las restricciones asociadas al pasaporte sanitario son tan severas que equivalen a una obligación de facto. Es el caso, entre otros, de Arabia Saudí, Chile y Pakistán.
La obligación de vacunar a toda o parte de la población, o las restricciones y discriminaciones impuestas por los gobiernos a las personas no vacunadas, generaron movimientos de protesta en países como Francia y Canadá. En Estados Unidos, la población se polarizó en su postura hacia la vacunación obligatoria. Mientras la mayoría de los votantes republicanos la rechazaban, la mayoría de los demócratas la aceptaban y apoyaban medidas coercitivas contra los no vacunados como multas o arrestos domiciliarios.  Entre los dichos populares contra la vacunación se encontraba "Mi cuerpo, mi elección."